# TP d'Or 2003
Els premis TP d'Or 2003 foren entregats el 24 de gener de 2004 en un acte al Palacio de Congresos (Campo de las Naciones) presentat per Carlos Sobera, José Corbacho i Esther Arroyo.
| Categoria                              | Programa                           | Persona                        | Resultat   |
| -------------------------------------- | ---------------------------------- | ------------------------------ | ---------- |
| Actor                                  | Cuéntame cómo pasó                 | Imanol Arias                   | Guanyador  |
| Actor                                  | Aquí no hay quien viva             | Luis Merlo                     | Nominat    |
| Actor                                  | Los Serrano                        | Antonio Resines                | Nominat    |
| Actriu                                 | Cuéntame cómo pasó                 | Ana Duato                      | Guanyadora |
| Actriu                                 | 7 vidas                            | Amparo Baró                    | Nominada   |
| Actriu                                 | Los Serrano                        | Belén Rueda                    | Nominada   |
| Presentador                            | Crónicas Marcianas                 | Javier Sardà                   | Guanyador  |
| Presentador                            | Grand Prix i Un domingo cualquiera | Ramón García                   | Nominat    |
| Presentador                            | La Noche con Fuentes y Cía         | Manel Fuentes                  | Nominat    |
| Presentadora                           | A tu lado                          | Emma García                    | Guanyadora |
| Presentadora                           | Sabor a ti                         | Ana Rosa Quintana              | Nominada   |
| Presentadora                           | Pasapalabra                        | Silvia Jato                    | Nominada   |
| Presentador/a d'Informatius            | Antena 3 Noticias                  | Matías Prats                   | Guanyador  |
| Presentador/a d'Informatius            | Antena 3 Noticias                  | Susanna Griso                  | Nominada   |
| Presentador/a d'Informatius            | Informativos Telecinco             | Àngels Barceló                 | Nominada   |
| Sèrie Nacional                         | Cuéntame cómo pasó                 | Cuéntame cómo pasó             | Guanyador  |
| Sèrie Nacional                         | Aquí no hay quien viva             | Aquí no hay quien viva         | Nominat    |
| Sèrie Nacional                         | Los Serrano                        | Los Serrano                    | Nominat    |
| Serie Estrangera                       | CSI: Crime Scene Investigation     | CSI: Crime Scene Investigation | Guanyador  |
| Serie Estrangera                       | Charmed                            | Charmed                        | Nominat    |
| Serie Estrangera                       | Smallville                         | Smallville                     | Nominat    |
| Informatiu diari                       | Informativos Telecinco             | Informativos Telecinco         | Guanyador  |
| Informatiu diari                       | Antena 3 Noticias                  | Antena 3 Noticias              | Nominat    |
| Actualidad y reportajes                | Espejo público                     | Espejo público                 | Guanyador  |
| Programa d'espectacles i entreteniment | Crónicas Marcianas                 | Crónicas Marcianas             | Guanyador  |
| Programa d'espectacles i entreteniment | El club de la comedia              | El club de la comedia          | Nominat    |
| Programa d'espectacles i entreteniment | Cruz y Raya.com                    | Cruz y Raya.com                | Nominat    |
| Magazine                               | A tu lado                          | A tu lado                      | Guanyador  |
| Magazine                               | Lo + Plus                          | Lo + Plus                      | Nominat    |
| Concurs                                | Pasapalabra                        | Pasapalabra                    | Guanyador  |
| Concurs                                | Pequeños grandes genios            | Pequeños grandes genios        | Nominat    |
| Concurs                                | Saber y Ganar                      | Saber y Ganar                  | Nominat    |
| Concurs Reality                        | Operación Triunfo                  | Operación Triunfo              | Guanyador  |
| Concurs Reality                        | Gran Hermano                       | Gran Hermano                   | Nominat    |
| Concurs Reality                        | La Isla de los Famosos             | La Isla de los Famosos         | Nominat    |
| Programa del Cor                       | Salsa rosa                         | Salsa rosa                     | Guanyador  |
| Programa del Cor                       | Aquí hay tomate                    | Aquí hay tomate                | Nominat    |
| Programa Infantil/Juvenil              | Megatrix                           | Megatrix                       | Guanyador  |
| Programa Infantil/Juvenil              | El conciertazo                     | El conciertazo                 | Nominat    |
| Programa Infantil/Juvenil              | Los Lunnis                         | Los Lunnis                     | Nominat    |
| Sèrie d'Animació                       | Els Simpson                        | Els Simpson                    | Guanyador  |